# Flashbacks of a Fool
Flashbacks of a Fool es una película británica de 2008, dirigida por Baillie Walsh y protagonizada por Daniel Craig. 

Junto con lo actores Harry Eden, Claire Forlani, Felicity Jones, Emilia Fox, Eve, Jodhi May, Helen McCrory y Miriam Karlin.

## Argumento
Joe Scot es un actor británico que vive en Los Ángeles cuya exitosa carrera en Hollywood está decayendo y pasa la mayor parte de su tiempo bebiendo, consumiendo drogas y teniendo aventuras de una noche. La única persona que tiene en su vida es su asistente personal Ophelia, que se está cansando de sus payasadas. Recibe una llamada de su madre para decirle que su amigo Boots ha muerto inesperadamente. Conmocionado por la noticia, asiste a una reunión desastrosa con un director prometedor y su agente. Joe se entera de que no obtendrá el papel que esperaba que restauraría su carrera y reprende públicamente a su agente, quien responde diciéndole a Joe que está acabado antes de renunciar. Molesto, Joe camina hacia la playa y nada hacia el mar contemplando el suicidio. Flotando en las olas, piensa en las últimas vacaciones de verano que pasó con Boots.
La historia vuelve a Joe y Boots en la escuela. Joe vive con su madre, su tía y su hermana Jesse en un pequeño pueblo de la costa inglesa. Boots tiene epilepsia y recientemente ha tenido un ataque en el cine. La vecina de al lado de Joe, Evelyn, ama de casa aburrida, lo besa en un intento de iniciar una aventura. Más tarde va a su casa, donde ella lo besa nuevamente y le quita los pantalones antes de que su desprevenido esposo regrese a casa. Al día siguiente, Joe se encuentra con una chica popular pero peculiar de la ciudad, Ruth. Ella lo invita a volver a la casa de sus padres y él acepta, dejando a Boots solo y enojado. Joe está impresionado por el hogar próspero de Ruth y la colección de discos de sus padres. Ruth aplica maquillaje en la cara de Joe, haciéndolo parecerse a Bryan Ferry. Bailan If There Is Something de Roxy Music antes de que Ruth le invite a salir.
Al día siguiente, Evelyn convence a Joe para que entre en su casa de camino a su cita y tienen relaciones sexuales. Joe llega tarde para encontrarse con Ruth, a quien Boots le ha hecho compañía. Ruth ve las mordidas de amor de Evelyn en el cuello de Joe y se marcha furiosa. Joe intenta negar su romance con Evelyn, pero termina peleando con Boots, quien lo golpea. Al día siguiente, Evelyn se disculpa por haberlo retrasado, pero admite que disfrutó de hacer el amor y le pregunta si quiere repetirlo. Obliga a su hija Jane a jugar para que puedan tener la casa para ellos solos. Mientras tienen relaciones sexuales, Jane encuentra una mina marina lavada y se sube a ella, lo que hace que estalle y la mate instantáneamente. Joe se culpa a sí mismo, se escapa el día del funeral de Jane y no regresa.
De vuelta al presente, Joe se despierta cuando lo arrastran a tierra. Regresa a Inglaterra para asistir al funeral de Boots, pero es demasiado tarde. Su madre y su tía le cuentan que Boots se casó con Ruth y que murió de un aneurisma, dejando cuatro hijos y muchas deudas. Jesse lleva a Joe al cementerio de la iglesia para encontrarse con Ruth. Ella le dice cuánto amaba a Boots y que era una persona maravillosa, pero no puede llorar, aunque es el momento más triste de su vida. Joe también ve tumbas pertenecientes a Jane y Evelyn. Jesse le dice que el matrimonio de Evelyn se rompió después de que Jane muriera y ella se casara con un tío que la golpeaba. Más tarde, Evelyn encontró el coraje para irse, pero murió en un accidente automovilístico. Joe vuelve a la casa que compró para su familia cuando su carrera iba bien. Él escucha la misma música que él y Ruth escucharon la noche en que se conocieron y decide escribirle un cheque para saldar la deuda. Adjunta al cheque una carta que contiene la letra de If There is Something. Cuando Jesse se la da, Ruth inicialmente se niega, pero encuentra la letra y rompe a llorar. Con los pies en la tierra por la muerte de Boot y el dolor de Ruth, Joe regresa a Los Ángeles, donde se encuentra con Ophelia y espera comenzar su carrera de nuevo.

## Reparto
- Daniel Craig es Joe Scot.
- Harry Eden es Joe Scot de joven.
- Claire Forlani es Ruth.
- Felicity Jones es Ruth joven.
- Emilia Fox es Jean Scot.
- Eve es Ophelia Franklin.
- Jodhi May es Evelyn Adams.
- Miriam Karlin es Señora Rogers.
- Helen McCrory es Peggy Tickell.
- James D'Arcy es Jack Adams.
- Mark Strong es Mannie Miesel.
- Olivia Williams es Grace Scot.
- Julie Ordon es Carrie Ann.
- Gina Athans es Apple.
- Max Deacon es el joven Boots McKay.
- Jodie Tomlinson es Jane Adams.
- Keeley Hawes es Jesse Scot.
- Mia Clifford es Jesse Scot de joven.

## Producción
La película fue publicada principalmente en Ciudad del Cabo en Sudáfrica, e Inglaterra. 
Flashbacks of a Fool es el primer largometraje del director Walsh. Antes había dirigido vídeos de música par Massive Attack, Oasis y INXS. 
La cinematografía para la película estuvo hecha por John Mathieson, quién ha trabajado para películas como Gladiador, Matchstick Men y Kingdom of Heaven.